# Сиодзири
Сиодзири (яп. 塩尻市 Сиодзири-си) — город в Японии, находящийся в префектуре Нагано. Площадь города составляет 290,13 км², население — 67 100 человек (1 августа 2014), плотность населения — 231,28 чел./км².

## Географическое положение
Город расположен на острове Хонсю в префектуре Нагано региона Тюбу. С ним граничат города Мацумото, Окая, Ина, посёлки Тацуно, Кисо и сёла Асахи, Минамиминова, Кисо.

## Население
Население города составляет 67 100 человек (1 августа 2014), а плотность — 231,28 чел./км². Изменение численности населения с 1980 по 2005 годы:
| 1980 | 57 417 чел. |  |
| 1985 | 60 329 чел. |  |
| 1990 | 61 420 чел. |  |
| 1995 | 64 236 чел. |  |
| 2000 | 67 747 чел. |  |
| 2005 | 68 346 чел. |  |

## Символика
Деревом города считается тис остроконечный, цветком — Platycodon grandiflorus.

## Города-побратимы
Сиодзири имеет отношения со следующими городами-побратимами:
- Narakawa[вд], Япония
- Итоигава, Япония
- Минамиидзу, Япония
- Мишавока, США
- Фукурои, Япония